# 2013 ET
2013 ETとは、アポロ群に属する地球近傍小惑星の1つ。

## 概要
2013 ETは、2013年3月3日にカタリナ・スカイサーベイによって発見された。直径は100m程度であると推定されている。発見直後の協定世界時3月9日12時9分に、2013 ETは地球から97万5000km (0.00652AU) のところを通過した。この最接近時にゴールドストーン深宇宙通信施設が電波観測を行い、いびつな形をした2013 ETを画像として撮影した。

## 軌道の性質
2013 ETは地球横断小惑星かつ火星横断小惑星でもあり、近日点距離は0.742AUと金星軌道にほぼ接し、遠日点距離は1.670AUと火星軌道の外側である。また、軌道傾斜角は4.8度とほとんど傾いていない。このため、金星、地球、火星に頻繁に接近する。比較的小さな天体ながら詳細な軌道計算が行われているため、1902年から2135年までの接近距離が求まっている。地球に次回0.1AU以内に接近するのは、2038年9月3日の235万km (0.0157AU) である。金星には2026年8月10日に1318万km (0.08812AU) 、火星には2041年6月3日に913万km (0.0611AU) まで接近する。
地球軌道との最小距離は6万2720kmしかない。